# Partry Mountains
Partry Mountains är en bergskedja i republiken Irland. Den ligger i grevskapet Maigh Eo och provinsen Connacht, i den nordvästra delen av landet.
Partry Mountains sträcker sig 24,9 km i sydvästlig-nordostlig riktning. Den högsta toppen är Maumtrasna, 682 meter över havet.
Topografiskt ingår följande toppar i Partry Mountains:
- Bohaun
- Devilsmother
- Maumtrasna